# Буссю, Жан V де Энен-Льетар
Жан V де Энен-Льетар (фр. Jean V de Hénin-Liétard; 9 августа 1499, Буссю — 12 февраля 1562, там же), граф де Буссю — военный и государственный деятель Габсбургских Нидерландов.

## Биография
Сын Филиппа де Энен-Льетара, сеньора де Буссю, и Катрин де Линь де Барбансон, внук Пьера де Энен-Льетара.
Сеньор де Гамераж, Ламбрессар, Винкен, Осси, Шок, Бёври, Лафосс, Бложи, и прочее.
Ровесник императора Карла V, Жан де Энен был фаворитом этого монарха, дворянином его палаты, камергером, великим конюшим императора (1538), полковником его легкой кавалерии (1530), капитан-генералом армий (1535).
Как отец и дед, он был великим лесным бальи графства Эно (с 1527 года) и прево-графом Валансьена (с 1531 года). В Валансьене император предоставил ему право выбирать заместителя по своему усмотрению.
«Один из самых отважных воинов армий Карла V», Жан де Энен участвовал во всех кампаниях императора, командуя различными соединениями в битве при Павии, взятии Рима (1527), Тунисской (1535) и Алжирской (1541) экспедициях, боях у Лира (1542), в Люксембурге (1542) и Юлихе (1542), осадах Сен-Дизье (1544) и Шато-Тьерри (1544), в Шмалькальденской войне (1546), боевых действиях под Триром (1552) и Амьеном (1553), а при Филиппе II отличился в сражениях при Сен-Кантене и Гравелине. В 1545 году он стал капитаном ордонансового отряда из сорока тяжеловооруженных всадников и 80 стрелков, а комиссионом от 13 апреля 1553 года был назначен шефом пяти ордонансовых отрядов, оборонявших границу Артуа.
В 1530 году Жан V де Энен сопровождал императора на коронацию в Болонью, а в 1531 году на капитуле в Турне был принят в рыцари ордена Золотого руна.
Будучи одним из богатейших дворян Эно, Жан де Энен «не мог довольствоваться скромным замком своих отцов» в Буссю, поэтому снес старинное сооружение и построил на его месте новый дворец по проекту Жака Дю Брёка из Монса, архитектора Марии Венгерской. Первый камень был положен 23 марта 1539. Новый замок Буссю был шедевром архитектуры, первым сооружением подобного рода в ренессансном стиле, и одним из самых роскошных дворцов в Нидерландах.
Современники, в частности Лодовико Гвиччардини, называли его «дворцом Буссю» и «жилищем, достойным короля». Здание имело четыре крыла, образовывавших квадрат со сторонами длиной по сто метров, с четырьмя башнями по углам, укрепленной цитаделью и конюшней на 300 лошадей.
В центре ансамбля стояла ротонда, названная салоном Аполлона, там находились скульптуры и полотна великих мастеров. В одной из ниш стояла массивная серебряная статуя Геракла, десяти стоп высотой, работы орлеанского скульптора Шеврие, по модели итальянца Рузи. Её получил в подарок Карл V 1 января 1540, находясь проездом в Париже, и, в свою очередь, подарил Жану де Энену.
2—3 февраля 1544 замок Буссю посетил император со своей свитой, после чего отправился в соседнее аббатство Сен-Гислен, где был устроен торжественный обед. 4 сентября 1549 принц Филипп, объявленный наследником Карла в Нидерландах, и объезжавший страну, был принят Жаном де Эненом. В мае 1554 Карл V, инспектировавший города и крепости между Монсом и Валансьеном на предмет готовности к обороне, снова побывал в Буссю.  Отъезд государя Жан де Энен по местному обычаю отметил пышной иллюминацией, в результате которой, по легенде, замок сгорел. Ватье считает это мнение безосновательным, и полагает, что в местных преданиях смешались празднество 1554 года и неоднократные опустошения во время войн XVI—XVII веков, тем более, что старинные историки ни о каком пожаре в замке не упоминают.
25 сентября 1551 Жан де Энен произвел обмен с аббатством Сен-Гислен, значительно увеличив территорию сеньории.
В 1555 году император возвел сеньорию Буссю в ранг графства. В 1558 году Жан де Энен-Льетар стал членом Государственного совета. На церемонии погребения императора он возглавлял процессию рыцарей Золотого руна.
После воцарения Филиппа II в Нидерландах началась эпоха волнений. В 1562 году в Валансьене и других городах произошли восстания. Жан де Энен, являвшийся прево-графом этого города, решил навести порядок, отправил в Валансьен свою ордонансовую роту, а затем прибыл лично, но к этому времени беспорядки уже прекратились.
Первый граф де Буссю умер в 1562 году в своем замке, будучи дуайеном ордена Золотого руна. Погребен в подземелье капеллы-усыпальницы Буссю под № 4 в мраморном мавзолее, украшенном алебастровыми статуями его с женой и четырьмя из детей.

## Семья

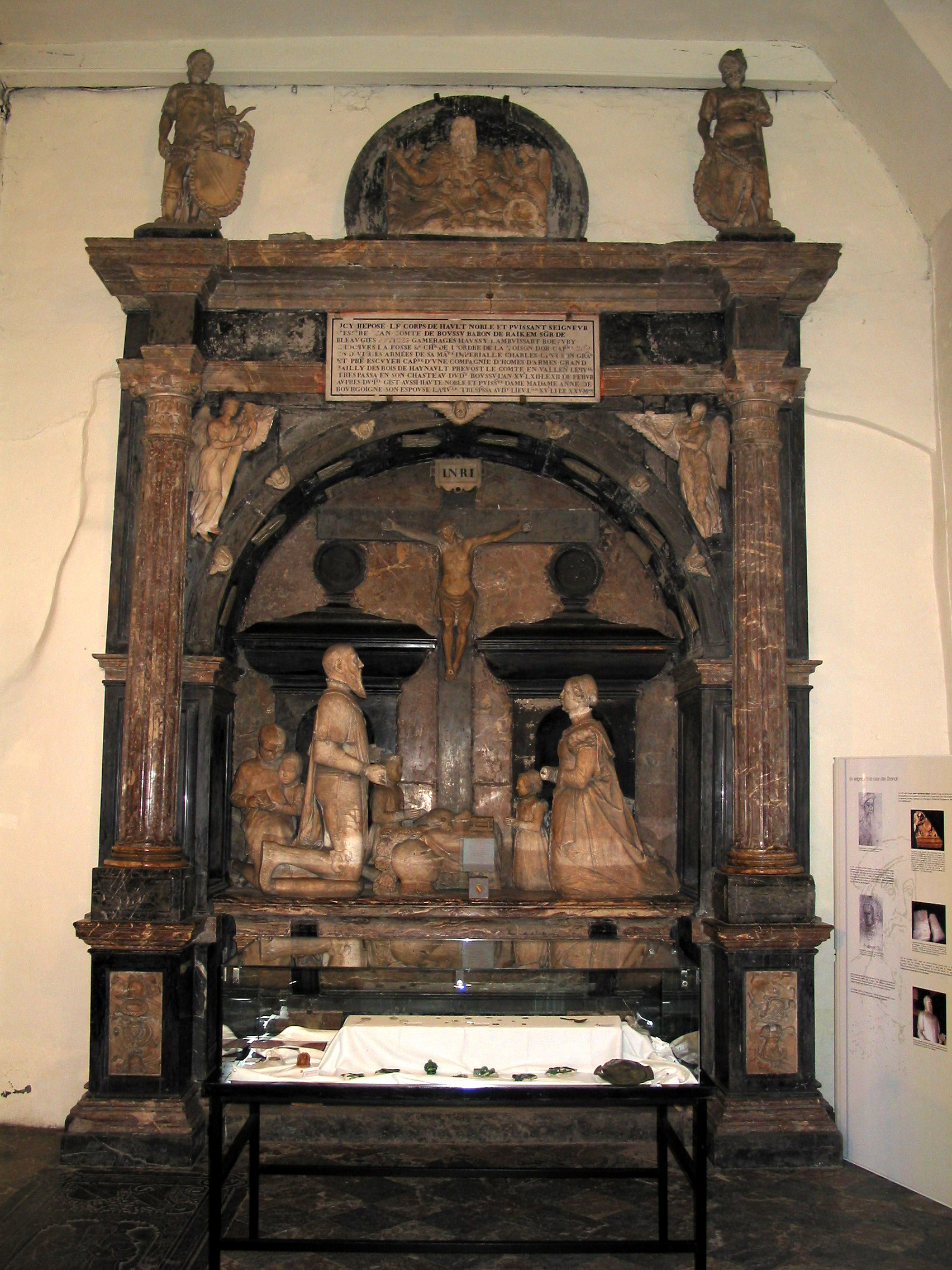
Жак Дю Брёк. Гробница Жана V де Энен-Льетара и Анны Бургундской в Буссю

Жена (1532): Анна Бургундская де Ла-Вер (3.04.1516, Занденбург — 25.03.1551, Буссю), дама де Шок и Бёври, дочь Адольфа Бургундского, маркиза де Ла-Вер и Флиссинген, и Анны ван Глим де Берг, вдова графа Якоба III ван Хорна
Дети:
- Филипп де Энен-Льетар (ум. 1542)
- Антуан де Энен-Льетар (ум. 1535)
- Шарль де Энен-Льетар (1537—1566). Жена: Шарлотта де Вершен-Барбансон (ум. 1571), дама де Жёмон и Понтатраве, дочь барона Пьера де Вершена и Элен де Вержи
- Максимильен I де Энен-Льетар (ум. 1578), граф де Буссю. Жена: Шарлотта де Вершен-Барбансон (ум. 1571), дама де Жёмон и Понтатраве, дочь барона Пьера де Вершена и Элен де Вержи
- Жак де Энен-Льетар (ум. малолетним)
- Элеонора де Энен-Льетар (ум. 1583), дама д'Аттиши. Муж: барон Бодуэн де Руазен
- Антуан де Энен-Льетар (ум. после 1581), апостольский протонотарий
- Жак де Энен-Льетар (ум. 1618), барон де Осси, маркиз де Ла-Вер и Флиссинген, великий бальи Алста и Гента, великий лесной бальи графства Эно. Жена 1) (1579): Мария де Ханнарт (ум. 1608), баронесса Лидкерке, виконтесса Брюсселя и Ломбека, дочь Шарля де Ханнарта, барона Лидкерке, виконта Брюсселя и Ломбека; 2): Жаклин Коттерель, дочь сеньора де Буа-Лессина
- Жан де Энен-Льетар, fl 1575, сеньор де Осси